# سفرنامه ویلبراند آو اولدنبرگ
سفرنامه ویلبراند آو اولدنبرگ، اثر ویلبراند اولدنبرگ، پسر هنری دوم، کنت اولدنبرگ است. وی در این سفرنامه گزارشی از سفر خود به مدیترانه شرقی در سال‌های ۱۲۱۱ تا ۱۲۱۲ ارائه کرده‌است. به علاوه، این سیح آلمانی در گزارش خود، دربارهٔ جنگ صلیبی ششم و فریدریش دوم اطلاعات قابل توجهی ارائه می‌دهد.